# ライナス・アンド・ルーシー
『ライナス・アンド・ルーシー』（別題：ライナスとルーシー、原題：Linus and Lucy）は、ビンス・ガラルディが1964年に発表した楽曲で、ビンス・ガラルディ・トリオが同年に発表したアルバム 『ア・ボーイ・ネームド・チャーリー・ブラウン』に収録された。1965年に放送されたテレビアニメ『スヌーピーのメリー・クリスマス』で視聴者に広く知られて以来、本楽曲は『ピーナッツ』のテレビスペシャルでたびたび使用されている。
ガラルディの代表作であると同時に、『ピーナッツ』の事実上のテーマソングとしても知られており、クリスマス・ソングとしても知られている。

## カバーおよび他の場面での使用
デイヴィッド・ベノワは、"Best of David Benoit: 1987-1995, Here's to You, Charlie Brown: 50 Great Years!" で本楽曲をカバーしている。ベノワによるカバーバージョンは、瀬戸内海放送のオープニング映像にBGMとして、1990年4月から2001年9月まで使用された。
- ラジオマガジンEARLY BIRD(TBCラジオ) - 「ムッシュ ムラセのきょうから一週間あなたの運勢」のコーナーにおいて起用。現在は後継番組「サタディ・イン・ザ・パーク」のコーナー「ムッシュ ムラセの今月のあなたの運勢」とリニューアルした上で起用。

- 斉藤由貴 ネコの手も借りたい(ニッポン放送) - 1986年～1995年放送されたオープニング曲に起用。

- 相川七瀬 トナカイ倶楽部(ジャパンエフエムネットワーク) - 1996年10月〜2001年9月オープニング・エンディング曲。

- 2008年3月に行われた有人宇宙飛行ミッションSTS-123にて、エンデバーの乗組員向けウェイクアップ・ミュージックに使用。